# Zakładka (informatyka)
Zakładka (ang. bookmark) w informatyce oznacza zapisane w pamięci programu łącze (zazwyczaj URI) umożliwiające szybki dostęp do odwiedzonego wcześniej zasobu (np. strony internetowej bądź rozdziału publikacji elektronicznej).
Zakładki są obecne w każdej popularnej przeglądarce internetowej, jednak niektóre przeglądarki nazywają je inaczej (np. "Ulubione" w programie Internet Explorer).
W języku polskim zakładka często mylona jest z elementem interfejsu użytkownika – kartą.